# Tomáš Karas
Tomáš Karas (* 16. Mai 1975 in Prag) ist ein ehemaliger tschechischer Ruderer.

## Erfolge
Der Zwei-Meter-Mann von Dukla Praha belegte bei den in Tschechien ausgetragenen Ruder-Weltmeisterschaften 1993 den neunten Platz mit dem tschechischen Achter. Bei den U23-Weltmeisterschaften 1995 kam er mit dem Doppelvierer auf den vierten Platz. Ebenfalls in der Altersklasse unter 23 Jahren gewann Karas 1996 mit Michal Parik die Silbermedaille im Doppelzweier, 1997 erreichte er mit Michal Cigler den vierten Platz. 1998 belegten die beiden bei den Weltmeisterschaften in der Erwachsenenklasse den elften Platz. Seine bis dahin beste Platzierung erreichte Karas bei den Ruder-Weltmeisterschaften 2000 mit dem sechsten Platz im Vierer mit Steuermann. 
Bei den Weltmeisterschaften 2001 saß Karas im Doppelvierer und belegte den elften Platz. Zwei Jahre später wurde Karas mit dem Achter ebenfalls Elfter bei den Weltmeisterschaften 2003. 2004 kehrte Karas zurück in den Doppelvierer, der in der Besetzung David Kopřiva, Tomáš Karas, Jakub Hanák und David Jirka die Silbermedaille bei den Olympischen Spielen 2004 hinter dem russischen und vor dem ukrainischen Boot gewann. Bei den Ruder-Weltmeisterschaften 2006 gehörten aus dem Boot von 2004 noch Karas und Jirka zu der Crew, die den fünften Platz im Doppelvierer belegte. Auch bei den Ruder-Weltmeisterschaften 2007 erreichte Karas mit dem Doppelvierer den fünften Platz. 2008 belegte Karas mit dem tschechischen Doppelvierer den vierten Platz bei den Europameisterschaften.